# 前715年
| 千纪： | 前1千纪 |
| 世纪： | 前9世纪 \| 前8世纪 \| 前7世纪 |
| 年代： | 前740年代 \| 前730年代 \| 前720年代 \| 前710年代 \| 前700年代 \| 前690年代 \| 前680年代 |
| 年份： | 前720年 \| 前719年 \| 前718年 \| 前717年 \| 前716年 \| 前715年 \| 前714年 \| 前713年 \| 前712年 \| 前711年 \| 前710年 |
| 纪年： | 甲子年（虎年）；周桓王林五年；鲁隐公息姑八年；齐僖公禄父十六年；晋哀侯光三年；曲沃武公称元年；卫宣公晋四年；蔡宣公考父三十五年；郑庄公寤生二十九年；曹桓公终生四十二年；燕穆侯十四年；陈桓公鲍三十年；杞武公三十六年；宋殇公与夷五年；秦宁公元年；楚武王熊通二十六年 |

## 大事记
- 蔡宣侯措父卒，子蔡桓侯封人嗣位。
- 宋殤公與夷、齊僖公祿甫、衛宣公晉，盟於瓦屋（河南新鄭），以消除前719年東門之役怨仇[1]。
- 斯巴達佔領麥西尼亞

## 出生
- 春秋五霸-齊桓公